# Marie-Luce Demonet
Marie-Luce Demonet (1951- ) est professeure émérite de littérature française du XVIe siècle à l'université François-Rabelais de Tours et spécialiste des humanités numériques. 

## Biographie
Agrégée de lettres en 1972, elle enseigne dans les universités d'Aix-en-Provence, de Clermont-Ferrand, de Poitiers, puis elle est nommée professeure à l'université François-Rabelais de Tours, et professeure émérite en 2016. Elle dirige des thèses d'histoire littéraire du XVIe siècle.
Elle est membre honoraire senior de l'Institut universitaire de France (2005-2015), directrice du Centre d'études supérieures de la Renaissance (Tours) (2003-2007), et de la Maison des sciences de l'homme Val de Loire (2012-2014). Elle est chevalier de la Légion d'honneur (2011) et Corresponding Fellow de la British Academy (2017)

## Activités éditoriales et institutionnelles
Ses travaux littéraires portent principalement sur les rapports entre les littératures, les langues et les théories du signe à la Renaissance, avec une thèse d'état intitulée Les voix du signe. Nature et origine du langage à la Renaissance (1992). Elle a consacré de nombreux livres et articles à Rabelais et Montaigne, et dirigé plusieurs volumes collectifs. 
Marie-Luce Demonet s'intéresse au domaine des humanités numériques. Au début des années 1990, alors qu'elle est en poste à Clermont-Ferrand puis Poitiers, elle réfléchit aux problématiques de la transcription et de l'édition électronique des textes de la Renaissance française. Ses travaux aboutissent à la mise en ligne d'un corpus « Rabelais » sur le site de l'université de Nice en 1995, puis à la publication en 1999 des Œuvres romanesques de Rabelais sur CD-ROM,. Elle crée en 1998 le site Epistémon, rassemblant un corpus d'éditions numériques de textes français de la Renaissance.  
Au Centre d'études supérieures de la Renaissance, elle crée en 2003 le programme des « Bibliothèques virtuelles humanistes », destiné à publier des textes fondamentaux de la Renaissance européenne à la fois sous la forme de fac-similés en mode image et d'éditions numériques en Text Encoding Initiative. Ce projet est encouragé en 2011 par deux Google Awards in Digital Humanities, et par le prix Succeed en 2014.

## Distinctions
- Chevalière de la Légion d'honneur (2010)[8]

## Publications
- Michel de Montaigne : Les Essais, PUF, Paris, 1985/2002; 128 p.
- Les voix du signe. Nature et origine du langage à la Renaissance (1480-1580), Paris-Genève, Champion-Slatkine, 1992.
- À plaisir. Sémiotique et scepticisme chez Montaigne, Orléans, Paradigme, 2002.